# Torino Challenger 1991
Il Torino Challenger 1991 è stato un torneo di tennis facente parte della categoria ATP Challenger Series nell'ambito dell'ATP Challenger Series 1991. Il torneo si è giocato a Torino in Italia dal 3 al 9 giugno 1991 su campi in terra rossa.

## Vincitori

### Singolare
Paolo Canè ha battuto in finale  Roberto Azar con il punteggio di 6–2, 6–3

### Doppio
Omar Camporese /  Renzo Furlan hanno battuto in finale  Sven Salumaa /  Tobias Svantesson con il punteggio di 7–5, 3–6, 6–4